# Rien sur nous sans nous
« Rien sur nous sans nous ! » (Latin : Nihil de nobis, sine nobis) est un slogan utilisé pour communiquer l'idée qu'aucune politique ne devrait être décidée sans la participation pleine et directe des membres du groupe concerné par cette politique. Cela implique des groupes nationaux, ethniques, handicapés ou autres qui sont souvent considérés comme marginalisés des opportunités politiques, sociales, économiques et culturelles.
Le dicton a ses origines dans les traditions politiques d'Europe centrale. C'est la devise politique qui a aidé à établir la législation constitutionnelle de la Pologne de 1505, Nihil novi, qui a transféré pour la première fois l'autorité gouvernementale du monarque au parlement. Il est devenu par la suite synonyme de normes démocratiques. Dans cet usage, il est étroitement analogue à l'un des slogans les plus familiers de la guerre d'indépendance américaine, « Pas de taxation sans représentation ».
La devise est entrée en usage dans l'activisme des personnes handicapées. En 1998, deux livres en anglais  ayant tous deux pour sujet le droit des personnes handicapées ont été publiés sous le titre "Nothing About Us, Without Us",
De nombreux textes en faveur d'une meilleure inclusion et représentation des personnes en situation de handicap sont inspirés de cette devise. Que ce soit au niveau de l'ONU , au Canada ou en Belgique par exemple.